# Historial de la Segunda División B de España
En esta página figuran todos los campeones de los grupos que conformaron la Segunda División B desde los dos grupos iniciales hasta los cinco de la última temporada. Además figuran también los equipos ascendidos según el modelo de ascenso establecido. Este modelo fue variando desde el ascenso directo hasta la realización de eliminatorias directas, pasando por una fase de grupos.

## Historial

### De los dos grupos al grupo único (1977-1987)
| Temporada | Campeones de grupo  | Campeones de grupo   | Ascenso                                                       | Ascenso                                                       |
| Temporada | I                   | II                   | Campeones de grupo                                            | Segundos clasificados                                         |
| --------- | ------------------- | -------------------- | ------------------------------------------------------------- | ------------------------------------------------------------- |
| 1977-78   | Racing de Ferrol    | Ag.D. Almería        | Racing de Ferrol ● Ag.D. Almería                              | Castilla C. F. ● Algeciras C. F.                              |
| 1978-79   | Palencia C. F.      | Levante U. D.        | Palencia C.F. ● Levante U. D.                                 | Real Oviedo ● Gimnàstic de Tarragona                          |
| 1979-80   | Barakaldo C.F.      | Linares C.F.         | Barakaldo C.F. ● Linares C.F.                                 | Atlético Madrileño ● A. D. Ceuta                              |
| 1980-81   | R. C. Celta de Vigo | R. C. D. Mallorca    | R. C. Celta de Vigo ● R. C. D. Mallorca                       | R. C. Deportivo de La Coruña ● Córdoba C. F.                  |
| 1981-82   | Barcelona Atlético  | Xerez C.D.           | Barcelona Atlético ● Xerez C.D.                               | Palencia C.F. ● Cartagena F.C.                                |
| 1982-83   | Bilbao Athletic     | Granada C.F.         | Bilbao Athletic ● Granada C.F.                                | C.D. Tenerife ● Algeciras C.F.                                |
| 1983-84   | C.E. Sabadell F.C.  | C.F. Lorca Dptva.    | C.E. Sabadell F.C. ● C.F. Lorca Dptva.                        | C.D. Logroñés ● C.F. Calvo Sotelo                             |
| 1984-85   | Sestao Sport Club   | Ag.D. Rayo Vallecano | Sestao Sport Club ● Ag.D. Rayo Vallecano                      | Deportivo Aragón ● Albacete Balompié                          |
| Temporada | I                   | II                   | Campeones de grupo                                            | Campeones de grupo                                            |
| 1985-86   | U.D. Figueras       | Xerez C. D.          | U.D. Figueras ● Xerez C.D.                                    | U.D. Figueras ● Xerez C.D.                                    |
| Temporada | I                   | I                    | Cuatro primeros clasificados                                  | Cuatro primeros clasificados                                  |
| 1986-87   | C. D. Tenerife      | C. D. Tenerife       | C.D. Tenerife ● U.E. Lleida ● Granada C.F. ● Real Burgos C.F. | C.D. Tenerife ● U.E. Lleida ● Granada C.F. ● Real Burgos C.F. |

### Los cuatro grupos (1987-2020)
Desde 2009 a 2019 se estableció el título de campeón de Segunda División B, que se resalta en negrita
| Temporada | Campeones de grupo    | Campeones de grupo   | Campeones de grupo      | Campeones de grupo | Ascenso                                                                                     | Ascenso                                                                                     |
| Temporada | I                     | II                   | III                     | IV                 | Campeones de grupo                                                                          | Campeones de grupo                                                                          |
| --------- | --------------------- | -------------------- | ----------------------- | ------------------ | ------------------------------------------------------------------------------------------- | ------------------------------------------------------------------------------------------- |
| 1987-88   | S.D. Eibar            | C.F. Mollerussa      | U.D. Salamanca          | U.D. Alzira        | S.D. Eibar ● C.F. Mollerussa ● U.D. Salamanca ● U.D. Alzira                                 | S.D. Eibar ● C.F. Mollerussa ● U.D. Salamanca ● U.D. Alzira                                 |
| 1988-89   | Bilbao Athletic       | Palamós C. F.        | Atlético Madrileño      | Levante U. D.      | Bilbao Athletic ● Palamós C. F. ● Atlético Madrileño ● Levante U. D.                        | Bilbao Athletic ● Palamós C. F. ● Atlético Madrileño ● Levante U. D.                        |
| 1989-90   | Real Avilés Ind.      | U.E. Lleida          | Albacete Balompié       | Orihuela Dptiva    | Real Avilés Ind. ● U.E. Lleida ● Albacete Balompié ● Orihuela Dptiva.                       | Real Avilés Ind. ● U.E. Lleida ● Albacete Balompié ● Orihuela Dptiva.                       |
| Temporada | I                     | II                   | III                     | IV                 | Campeones de los grupos de liguilla                                                         | Campeones de los grupos de liguilla                                                         |
| 1990-91   | R. Madrid Dep.        | Racing de Santander  | Barcelona Atlético      | C. D. Badajoz      | Mérida C.Pvo. ● R. Madrid Dep. ● S.D. Compostela ● Racing de Santander ● Barcelona Atlético | Mérida C.Pvo. ● R. Madrid Dep. ● S.D. Compostela ● Racing de Santander ● Barcelona Atlético |
| 1991-92   | U.D. Salamanca        | U.E. Sant Andreu     | Cartagena F.C.          | C.Atco. Marbella   | C.D. Badajoz ● Villarreal C.F. ● C.D. Lugo ● C.Atco. Marbella                               | C.D. Badajoz ● Villarreal C.F. ● C.D. Lugo ● C.Atco. Marbella                               |
| 1992-93   | C. D. Leganés         | Deportivo Alavés     | Real Murcia C. F.       | U.D. Las Palmas    | C.D. Toledo ● C. D. Leganés ● Hércules C. F. ● Real Murcia C. F.                            | C.D. Toledo ● C. D. Leganés ● Hércules C. F. ● Real Murcia C. F.                            |
| 1993-94   | U.D. Salamanca        | Deportivo Alavés     | U.D. Atco. Gramenet     | C.F. Extremadura   | Getafe C.F. ● U.D. Salamanca ● C.D. Ourense ● C.F. Extremadura                              | Getafe C.F. ● U.D. Salamanca ● C.D. Ourense ● C.F. Extremadura                              |
| 1994-95   | Racing de Ferrol      | Deportivo Alavés     | Levante U. D.           | Córdoba C. F.      | Sestao Sport Club ● Almería C. F. ● Deportivo Alavés ● Écija Balompié                       | Sestao Sport Club ● Almería C. F. ● Deportivo Alavés ● Écija Balompié                       |
| 1995-96   | U. D. Las Palmas      | Sporting "B"         | Levante U. D.           | Real Jaén C.F.     | Levante U. D. ● U. D. Las Palmas ● C. D. Ourense ● Atco. Madrid "B"                         | Levante U. D. ● U. D. Las Palmas ● C. D. Ourense ● Atco. Madrid "B"                         |
| 1996-97   | Sporting "B"          | C.D. Aurrerá         | Gimnàstic de Tarragona  | Córdoba C.F.       | Elche C.F. ● Xerez C.D. ● Real Jaén C.F. ● C.D. Numancia                                    | Elche C.F. ● Xerez C.D. ● Real Jaén C.F. ● C.D. Numancia                                    |
| 1997-98   | C.Pvo. Cacereño       | Barakaldo C.F.       | F. C. Barcelona "B"     | Málaga C. F.       | Málaga C. F. ● R. C. D. Mallorca "B" ● F. C. Barcelona "B" ● R. C. Recreativo de Huelva     | Málaga C. F. ● R. C. D. Mallorca "B" ● F. C. Barcelona "B" ● R. C. Recreativo de Huelva     |
| 1998-99   | Getafe C. F.          | Cultural Leonesa     | Levante U. D.           | U. D. Melilla      | Elche C. F. ● Getafe C. F. ● Levante U. D. ● Córdoba C. F.                                  | Elche C. F. ● Getafe C. F. ● Levante U. D. ● Córdoba C. F.                                  |
| 1999-2000 | Universidad LPGC C.F. | Gimn. de Torrelavega | C.F. Gandia             | Granada C.F.       | Universidad LPGC C.F. ● Real Jaén C.F. ● Racing de Ferrol ● Real Murcia C.F.                | Universidad LPGC C.F. ● Real Jaén C.F. ● Racing de Ferrol ● Real Murcia C.F.                |
| 2000-01   | Atco. Madrid "B"      | Burgos C. F.         | U. D. Atco. Gramenet M. | Cádiz C. F.        | Burgos C. F. ● C. Pvo. Ejido ● Gimnàstic de Tarragona ● Xerez C. D.                         | Burgos C. F. ● C. Pvo. Ejido ● Gimnàstic de Tarragona ● Xerez C. D.                         |
| 2001-02   | Barakaldo C.F.        | F.C. Barcelona "B"   | Real Madrid "B"         | Motril C.F.        | Terrassa F.C. ● S.D. Compostela ● Getafe C.F. ● U.D. Almería                                | Terrassa F.C. ● S.D. Compostela ● Getafe C.F. ● U.D. Almería                                |
| 2002-03   | Universidad LPGC C.F. | Real Unión           | C. D. Castellón         | Algeciras C. F.    | Cádiz C. F. ● Algeciras C. F. ● Málaga C. F. "B" ● C. F. Ciudad de Murcia                   | Cádiz C. F. ● Algeciras C. F. ● Málaga C. F. "B" ● C. F. Ciudad de Murcia                   |
| 2003-04   | Pontevedra C.F.       | Atco. Madrid "B"     | U.E. Lleida             | U.D. Lanzarote     | U.E. Lleida ● Pontevedra C.F. ● Racing de Ferrol ● Gimnàstic de Tarragona                   | U.E. Lleida ● Pontevedra C.F. ● Racing de Ferrol ● Gimnàstic de Tarragona                   |
| Temporada | I                     | II                   | III                     | IV                 | Campeones de las eliminatorias por grupos                                                   | Campeones de las eliminatorias por grupos                                                   |
| 2004-05   | Real Madrid C.F. "B"  | S.D. Ponferradina    | Alicante C.F.           | Sevilla F.C. "B"   | Hércules de A. C.F. ● C.D. Castellón ● Lorca Dptva. C.F. ● Real Madrid C.F. "B"             | Hércules de A. C.F. ● C.D. Castellón ● Lorca Dptva. C.F. ● Real Madrid C.F. "B"             |
| 2005-06   | Universidad LPGC C.F. | U.D. Salamanca       | C.F. Badalona           | F.C. Cartagena     | U.D. Salamanca ● S.D. Ponferradina ● U.D. Las Palmas ● U.D. Vecindario                      | U.D. Salamanca ● S.D. Ponferradina ● U.D. Las Palmas ● U.D. Vecindario                      |
| 2006-07   | Pontevedra C.F.       | S.D. Eibar           | Alicante C.F.           | Sevilla Atlético   | Sevilla Atlético ● Racing de Ferrol ● Córdoba C.F. ● S.D. Eibar                             | Sevilla Atlético ● Racing de Ferrol ● Córdoba C.F. ● S.D. Eibar                             |
| 2007-08   | Rayo Vallecano        | S.D. Ponferradina    | Girona F.C.             | Écija Balompié     | S.D. Huesca ● Rayo Vallecano ● Girona F.C. ● Alicante C.F.                                  | S.D. Huesca ● Rayo Vallecano ● Girona F.C. ● Alicante C.F.                                  |
| Temporada | I                     | II                   | III                     | IV                 | Vencedores de las eliminatorias                                                             | Vencedores de las eliminatorias                                                             |
| Temporada | I                     | II                   | III                     | IV                 | ruta campeones                                                                              | ruta no campeones                                                                           |
| 2008-09   | Real Unión,           | F. C. Cartagena,     | C. D. Alcoyano          | Cádiz C.F.         | Cádiz C. F. ● F. C. Cartagena                                                               | Real Unión ● Villarreal "B"                                                                 |
| 2009-10   | S.D. Ponferradina     | Ag.D. Alcorcón       | U.E. Sant Andreu        | Granada C. F.      | S.D. Ponferradina ● Granada C.F.                                                            | Barcelona Atlètic ● Ag.D. Alcorcón                                                          |
| 2010-11   | C.D. Lugo             | S.D. Eibar           | C.E. Sabadell F.C.      | Real Murcia C.F.   | C.E. Sabadell F.C. ● Real Murcia C.F.                                                       | C.D .Alcoyano ● C.D. Guadalajara                                                            |
| 2011-12   | Real Madrid Castilla  | C. D. Mirandés       | C. D. Atlético Baleares | Cádiz C. F.        | Real Madrid Castilla ● C. D. Mirandés                                                       | C. D. Lugo ● S. D. Ponferradina                                                             |
| 2012-13   | C.D. Tenerife         | Deportivo Alavés     | C.E. L'Hospitalet       | Real Jaén C. F.    | Deportivo Alavés ● C.D. Tenerife                                                            | S.D. Eibar ● Real Jaén C.F.                                                                 |
| 2013-14   | Racing de Santander   | Sestao River         | U. E. Llagostera        | Albacete Balompié  | Albacete Balompié ● Racing de Santander                                                     | C. D. Leganés ● U. E. Llagostera                                                            |
| 2014-15   | Real Oviedo           | S. D. Huesca         | Gimn. de Tarragona      | Cádiz C. F.        | Real Oviedo ● Gimnàstic de Tarragona                                                        | Bilbao Athletic ● S. D. Huesca                                                              |
| 2015-16   | Racing de Santander   | Real Madrid Castilla | C.F. Reus Deportiu      | UCAM Murcia        | UCAM Murcia C. F. ● C. F. Reus Deportiu                                                     | Sevilla Atlético ● Cádiz C. F.                                                              |
| 2016-17   | Cultural Leonesa      | Albacete Balompié    | F. C. Barcelona "B"     | Lorca F.C.         | Cultural Leonesa ● Lorca F.C.                                                               | F. C. Barcelona "B" ● Albacete Bpié                                                         |
| 2017-18   | Rayo Majadahonda      | C.D. Mirandés        | R. C. D. Mallorca       | F. C. Cartagena    | Rayo Majadahonda ● R. C. D. Mallorca                                                        | Elche C. F. ● Extremadura U. D.                                                             |
| 2018-19   | C.F. Fuenlabrada      | Racing de Santander  | Atco. Baleares          | Rvo. de Huelva     | C.F. Fuenlabrada ● Racing de Santander                                                      | S.D. Ponferradina ● C.D. Mirandés                                                           |
| 2019-20   | Atco. Baleares        | U.D. Logroñés        | C.D. Castellón          | F.C. Cartagena     | U.D. Logroñés ● F.C. Cartagena                                                              | C.D. Castellón ● C.E. Sabadell F.C.                                                         |

### La última temporada de Segunda B con cinco grupos (2020-21)
| Temporada | Campeones de grupo | Campeones de grupo | Campeones de grupo | Campeones de grupo | Campeones de grupo | Ascenso                                                        | Ascenso                                |
| Temporada | I                  | II                 | III                | IV                 | V                  | Vencedores del cuadro de eliminatorias                         | Vencedores del cuadro de eliminatorias |
| --------- | ------------------ | ------------------ | ------------------ | ------------------ | ------------------ | -------------------------------------------------------------- | -------------------------------------- |
| 2020-21   | Burgos C.F.        | Real Sociedad "B"  | U.D. Ibiza         | Linares Deportivo  | C.D. Badajoz       | Burgos C.F. ● Real Sociedad "B" ● U.D. Ibiza ● S.D. Amorebieta |                                        |

Estos cuatro clubes ascendieron a Segunda División. Los equipos eliminados en esta promoción de ascenso más el resto clasificados de la última edición de la Segunda División "B". formaron, junto a los 4 descendidos de la Segunda División 2020-21, la Primera RFEF una nueva categoría intermedia entre la Segunda División y la Segunda RFEF (antigua Segunda División B).